# 손숙오
손숙오(孫叔敖, ? ~ ?)는 중국 춘추 시대 초나라의 관료이다. 성은 미(羋), 씨는 위(蔿)이며 휘는 오(敖) 또는 애렵(艾獵)이고 자는 손숙(孫叔)이다. 위고(蔿賈)의 아들이며, 위오(蔿敖) 또는 위애렵(蔿艾獵)이라고도 한다.

## 사적

### 머리가 둘 달린 뱀
어느 날, 어린 손숙오는 놀러 나갔다가 머리가 둘 달린 뱀을 발견하였다. 손숙오는 뱀을 죽이고 땅에 묻은 다음 집에 돌아가 엉엉 울었다. 어머니가 그 이유를 물어보니, 이렇게 말하였다.
| “ | 머리가 둘 달린 뱀을 본 사람은 죽는다고 하던데, 제가 그 뱀을 보고 말았으니 어머니와 헤어질까 두렵습니다. | ” |

어머니가 뱀은 어떻게 되었는지 물어보니, 손숙오는 다른 사람이 볼까봐 죽이고 땅에 묻었다고 답하였다. 어머니가 말하였다.
| “ | 남몰래 착한 일을 한 사람은 하늘이 복을 내려준다고 하니, 너는 죽지 않을 거란다. | ” |

### 어진 정치
손숙오는 장왕 때 영윤(令尹; 초나라의 재상) 우구자의 천거로 후임 영윤이 되었다. 백성을 교화시켜 윗사람과 아랫사람이 화합하게 만들었고, 이로 인하여 정치는 느슨하였지만 간신도 도둑도 생기지 않았다. 진(晉)나라의 사회(士會)는 손숙오의 치세를 크게 칭송하였다.
어느 날, 장왕이 화폐가 가볍다고 생각하여 크고 무겁게 만들었다. 백성은 이를 불편하게 여겨 쓰지를 않았고, 시령(市令; 시장을 감독하는 관리)이 이를 손숙오에게 보고하였다. 손숙오는 장왕에게 간언하였다.
| “ | 전날 화폐를 바꾼 것은 이전 화폐가 가볍다고 여겼기 때문입니다. 지금 시령이 보고하기를 시장이 혼란해져 백성은 편안히 있을 곳이 없고 장사를 계속할지 그만둘지 결정할 수가 없다고 하니, 예전으로 돌려주십시오. | ” |

장왕은 이를 허락하였고, 명령을 내린 지 사흘 만에 시장은 예전처럼 회복되었다.
초나라 백성은 습속이 비거(庳車; 수레바퀴가 작고 낮은 수레)를 좋아하였는데, 장왕은 비거는 말이 끌기에 불편하다고 여겨 법령을 내려 이것을 높이려 하니, 손숙오가 간언하였다.
| “ | 법령을 자주 내리면 백성은 어느 것을 따라야 할지 모르게 되므로 좋지 않습니다. 왕께서 꼭 수레를 높이고자 하신다면, 그 마을의 문지방을 높이도록 하십시오. 수레를 타는 사람은 모두 군자이고, 군자는 자주 수레에서 내릴 수 없습니다. | ” |

장왕이 이를 허락하니, 반 년이 지나 백성은 모두 자발적으로 수레를 높였다.

### 사후
손숙오는 죽기 전에 아들에게 말하였다.
| “ | 내가 죽으면 왕께서는 많은 영지를 내려주실 테지만, 너는 침구(寢丘) 땅만 받도록 하거라. | ” |

과연 손숙오가 죽으니, 장왕은 손숙오의 공을 기려 많은 상을 내려주려 하였다. 손숙오의 아들은 아버지의 말대로 침구 땅만 받았고, 이후 영윤이 되었다.
훗날 초나라가 혼란에 빠졌을 때, 침구는 너무 토지가 척박하였기 때문에 아무도 탐내지 않아 손숙오의 집안은 항상 정쟁을 피할 수 있었다. 또 초나라가 오나라의 침략을 받아 멸망하기 직전에 다다랐을 때, 침구는 땅의 이름이 불길하였기 때문에 오나라 군사들이 쳐들어오는 일이 없었다. 이로 인하여 손숙오의 자손은 크게 번성하였다.

## 출전
- 열어구, 《열자》 권8 설부편(說符篇)
- 사마천, 《사기》 권119 순리열전(循吏列傳)
- 유향, 《신서》(新序) 권1 잡사(雜事) 제1

## 같이 보기
- 서문표